# Єгуда Евен-Шмуель
Єгуда Евен-Шмуель (Койфман; 1887, Балта Подільської губернії — 1976, Єрусалим, Ізраїль) — український, пізніше ізраїльський лексикограф, ізраїльський діяч культури, філософ та письменник, редактор Великого англо-івритського словника (став відомий як «Словник Кауфмана»), коментатор праць великого єврейського мислителя Рамбама та перекладач книги «Кузарі» рабина Єгуди Галеві.

## Життєпис
Народився 1887 року в містечку Балта Подільської губернії (сучасна Одеська область). Ще юнаком вирушив до Одеси, в єшиву рабина Хаїма Черновиця, більш відомого як «Молодий рабин», проте невдовзі повернувся додому та почав самостійно готуватися до університету. Склав іспити і поїхав до Парижа, де провчився близько двох років. Під час навчання у Парижі захопився ідеями соціалізму та пацифізму. Повернувся до Російської імперії. Одружився, займався викладацькою діяльністю. Емігрував до Канади, де завершив університетську освіту, захистив у коледжі Дропсі докторську дисертацію на тему про рабина Йом-Това Ліпман-Мільгаузена — автора трактата «Сефер га-ніцахон».
Був одним із засновників партії « Поалей Ціон» у Сполучених Штатах Америки. Організував семінар «Націонал арбейтер фарбанда» та керував ним. Співпрацював у часописах «Гаторен» та «Цукунфт».
У 1926 році на запрошення Хаїма Бялика приїхав до Ерец-Ісраелю, щоб редагувати Великий англо-івритський словник. Брав активну участь у культурному житті країни, пізніше очоливши відділ культури у Національному комітеті (Га-Ваад га-леумі) — виконавчому органі єврейського самоврядування підмандатної Палестини. Приділяючи багато уваги громадській діяльності, продовжував наукову роботу: видав зі своїми коментарями частину трактату «Путівник розгублених» («Море невухим»), зібрав тлумачення «Мідрашів геула». Був першим редактором Івритської енциклопедії.
У 1947 році син Евен-Шмуеля Мулі став жертвою нещасного випадку під час навчальних зборів у Пальмаху . Смерть сина була для Евен-Шмуеля страшним потрясінням, яке змінило все його життя. З цього моменту він замкнувся у своїй оселі, покинувши всі суспільні справи. У самітництві він прожив майже 30 років. Всі ці роки були наповнені вивченням Тори та науковою роботою. Він повернувся до релігійного способу життя, суворо дотримуючись релігійних розпоряджень і заповітів. Його будинок в Єрусалимі став місцем, де зустрічалися найвидатніші представники того часу.